# Výměnná varianta španělské hry
Výměnná varianta španělské hry (ECO C68-C69) je varianta šachového zahájení španělské hry. Charakterizují ji tahy:
1. e4 e5 2. Jf3 Jc6 3. Sb5 a6 4. Sxc6

## Strategie
Bílý mění střelce za jezdce a pozice se tak otevírá a je přehledná. Černému vzniká dvojpěšec a bílý především získává převahu pěšců na královském křídle, což by mu v případě přechodu do pěšcové koncovky zajistilo vítězství. Do ní je ale daleko a za horší pěšcovou strukturu má černý dobrou kompenzaci ve dvojici střelců.

## Historie
Doložené jsou partie z druhé poloviny 19. století. Začátkem 20. století bílí převážně volili okamžitý přechod do koncovky, se snahou zúročit lepší pěšcovou formaci, často tak hrával Emanuel Lasker. Poté, co se zjistilo, že dvojice střelců černému horší pěšcovou formaci bohatě vyváží, tak varianta upadla v zapomnění. Oživil ji Bobby Fischer, který použil starodávnou myšlenku neměnit hned dámy, ale nejprve udělat rošádu. S tímto postupem překvapil své soupeře, kteří nevěděli jak správně reagovat a dostávali se do nesnází. Časem se za černého našla zlepšení k udržení rovnocenné hry.

## Vedlejší varianty
1.e4 e5 2. Jf3 Jc6 3. Sb5 a6 4. Sxc6
- 4... bxc6 se vyskytuje vzácně a bílý má lepší hru
- 4... dxc6
  - 5. Jxe5?! braní pěšce není nejlepší pro 5... Dd4 čímž černý pěšce získává zpět s lepší pozicí
  - 5. d4 exd4 6. Dxd4 Dxd4 7. Jxd4 Sd7 8. Se3 0-0-0 dvojice střelců zajišťuje černému dostatečnou protihru za horší pěšcovou strukturu, hra je vyrovnaná
  - 5. Jc3 f6 6. d4 exd4
    - 7. Dxd4 Dxd4 8. Jxd4 c5 9. Je2 hra je vyrovnaná
    - 7. Jxd4 c5 8. Je2 Dxd1 9. Jxd1 s vyrovnanou hrou

## Fischerova varianta vedlejší odpovědi
1.e4 e5 2. Jf3 Jc6 3. Sb5 a6 4. Sxc6 dxc6 5. 0-0 nyní má černý mnoho pokračování
- 5... De7 6. d4 exd4 7. Dxd4 Sg4 8. Sf4 s lepší hrou bílého
- 5... Df6 6. d4 exd4 7. Sg5 bílý stojí lépe
- 5... Je7 6. Jxe5 Dd4 7. Dh5 g6 8. Dg5 Sg7 9. Jd3 a je sporné, zda má černý kompenzaci za pěšce možné je i 6. Jc3 Jg6 7. d4
- 5... Se7 s dalším Sf6 je hratelné, černý střelec ale na f6 nestojí moc aktivně a pozice bílého je pohodlnější
- 5... Sd6 6. d4 exd4 7. Dxd4 f6 8. Se3 Se6 9. Jbd2 s nadějnější pozicí bílého
- 5... Sg4 6. h3 h5! 7. d3! Df6
  - 7. Jbd2 Je7 s protihrou černého
  - 7. Se3 Sxf3 8. Dxf3 Dxf3 9. gxf3 Sd6 pozice bílého zasluhuje malinké plus

## Klasická Fischerova varianta
|   | a | b | c | d | e | f | g | h |   |
| 8 | a8 černý věž · c8 černý střelec · d8 černý dáma · e8 černý král · f8 černý střelec · g8 černý jezdec · h8 černý věž · b7 černý pěšec · c7 černý pěšec · g7 černý pěšec · h7 černý pěšec · a6 černý pěšec · c6 černý pěšec · f6 černý pěšec · e5 černý pěšec · d4 bílý pěšec · e4 bílý pěšec · f3 bílý jezdec · a2 bílý pěšec · b2 bílý pěšec · c2 bílý pěšec · f2 bílý pěšec · g2 bílý pěšec · h2 bílý pěšec · a1 bílý věž · b1 bílý jezdec · c1 bílý střelec · d1 bílý dáma · f1 bílý věž · g1 bílý král | a8 černý věž · c8 černý střelec · d8 černý dáma · e8 černý král · f8 černý střelec · g8 černý jezdec · h8 černý věž · b7 černý pěšec · c7 černý pěšec · g7 černý pěšec · h7 černý pěšec · a6 černý pěšec · c6 černý pěšec · f6 černý pěšec · e5 černý pěšec · d4 bílý pěšec · e4 bílý pěšec · f3 bílý jezdec · a2 bílý pěšec · b2 bílý pěšec · c2 bílý pěšec · f2 bílý pěšec · g2 bílý pěšec · h2 bílý pěšec · a1 bílý věž · b1 bílý jezdec · c1 bílý střelec · d1 bílý dáma · f1 bílý věž · g1 bílý král | a8 černý věž · c8 černý střelec · d8 černý dáma · e8 černý král · f8 černý střelec · g8 černý jezdec · h8 černý věž · b7 černý pěšec · c7 černý pěšec · g7 černý pěšec · h7 černý pěšec · a6 černý pěšec · c6 černý pěšec · f6 černý pěšec · e5 černý pěšec · d4 bílý pěšec · e4 bílý pěšec · f3 bílý jezdec · a2 bílý pěšec · b2 bílý pěšec · c2 bílý pěšec · f2 bílý pěšec · g2 bílý pěšec · h2 bílý pěšec · a1 bílý věž · b1 bílý jezdec · c1 bílý střelec · d1 bílý dáma · f1 bílý věž · g1 bílý král | a8 černý věž · c8 černý střelec · d8 černý dáma · e8 černý král · f8 černý střelec · g8 černý jezdec · h8 černý věž · b7 černý pěšec · c7 černý pěšec · g7 černý pěšec · h7 černý pěšec · a6 černý pěšec · c6 černý pěšec · f6 černý pěšec · e5 černý pěšec · d4 bílý pěšec · e4 bílý pěšec · f3 bílý jezdec · a2 bílý pěšec · b2 bílý pěšec · c2 bílý pěšec · f2 bílý pěšec · g2 bílý pěšec · h2 bílý pěšec · a1 bílý věž · b1 bílý jezdec · c1 bílý střelec · d1 bílý dáma · f1 bílý věž · g1 bílý král | a8 černý věž · c8 černý střelec · d8 černý dáma · e8 černý král · f8 černý střelec · g8 černý jezdec · h8 černý věž · b7 černý pěšec · c7 černý pěšec · g7 černý pěšec · h7 černý pěšec · a6 černý pěšec · c6 černý pěšec · f6 černý pěšec · e5 černý pěšec · d4 bílý pěšec · e4 bílý pěšec · f3 bílý jezdec · a2 bílý pěšec · b2 bílý pěšec · c2 bílý pěšec · f2 bílý pěšec · g2 bílý pěšec · h2 bílý pěšec · a1 bílý věž · b1 bílý jezdec · c1 bílý střelec · d1 bílý dáma · f1 bílý věž · g1 bílý král | a8 černý věž · c8 černý střelec · d8 černý dáma · e8 černý král · f8 černý střelec · g8 černý jezdec · h8 černý věž · b7 černý pěšec · c7 černý pěšec · g7 černý pěšec · h7 černý pěšec · a6 černý pěšec · c6 černý pěšec · f6 černý pěšec · e5 černý pěšec · d4 bílý pěšec · e4 bílý pěšec · f3 bílý jezdec · a2 bílý pěšec · b2 bílý pěšec · c2 bílý pěšec · f2 bílý pěšec · g2 bílý pěšec · h2 bílý pěšec · a1 bílý věž · b1 bílý jezdec · c1 bílý střelec · d1 bílý dáma · f1 bílý věž · g1 bílý král | a8 černý věž · c8 černý střelec · d8 černý dáma · e8 černý král · f8 černý střelec · g8 černý jezdec · h8 černý věž · b7 černý pěšec · c7 černý pěšec · g7 černý pěšec · h7 černý pěšec · a6 černý pěšec · c6 černý pěšec · f6 černý pěšec · e5 černý pěšec · d4 bílý pěšec · e4 bílý pěšec · f3 bílý jezdec · a2 bílý pěšec · b2 bílý pěšec · c2 bílý pěšec · f2 bílý pěšec · g2 bílý pěšec · h2 bílý pěšec · a1 bílý věž · b1 bílý jezdec · c1 bílý střelec · d1 bílý dáma · f1 bílý věž · g1 bílý král | a8 černý věž · c8 černý střelec · d8 černý dáma · e8 černý král · f8 černý střelec · g8 černý jezdec · h8 černý věž · b7 černý pěšec · c7 černý pěšec · g7 černý pěšec · h7 černý pěšec · a6 černý pěšec · c6 černý pěšec · f6 černý pěšec · e5 černý pěšec · d4 bílý pěšec · e4 bílý pěšec · f3 bílý jezdec · a2 bílý pěšec · b2 bílý pěšec · c2 bílý pěšec · f2 bílý pěšec · g2 bílý pěšec · h2 bílý pěšec · a1 bílý věž · b1 bílý jezdec · c1 bílý střelec · d1 bílý dáma · f1 bílý věž · g1 bílý král | 8 |
| 7 | a8 černý věž · c8 černý střelec · d8 černý dáma · e8 černý král · f8 černý střelec · g8 černý jezdec · h8 černý věž · b7 černý pěšec · c7 černý pěšec · g7 černý pěšec · h7 černý pěšec · a6 černý pěšec · c6 černý pěšec · f6 černý pěšec · e5 černý pěšec · d4 bílý pěšec · e4 bílý pěšec · f3 bílý jezdec · a2 bílý pěšec · b2 bílý pěšec · c2 bílý pěšec · f2 bílý pěšec · g2 bílý pěšec · h2 bílý pěšec · a1 bílý věž · b1 bílý jezdec · c1 bílý střelec · d1 bílý dáma · f1 bílý věž · g1 bílý král | a8 černý věž · c8 černý střelec · d8 černý dáma · e8 černý král · f8 černý střelec · g8 černý jezdec · h8 černý věž · b7 černý pěšec · c7 černý pěšec · g7 černý pěšec · h7 černý pěšec · a6 černý pěšec · c6 černý pěšec · f6 černý pěšec · e5 černý pěšec · d4 bílý pěšec · e4 bílý pěšec · f3 bílý jezdec · a2 bílý pěšec · b2 bílý pěšec · c2 bílý pěšec · f2 bílý pěšec · g2 bílý pěšec · h2 bílý pěšec · a1 bílý věž · b1 bílý jezdec · c1 bílý střelec · d1 bílý dáma · f1 bílý věž · g1 bílý král | a8 černý věž · c8 černý střelec · d8 černý dáma · e8 černý král · f8 černý střelec · g8 černý jezdec · h8 černý věž · b7 černý pěšec · c7 černý pěšec · g7 černý pěšec · h7 černý pěšec · a6 černý pěšec · c6 černý pěšec · f6 černý pěšec · e5 černý pěšec · d4 bílý pěšec · e4 bílý pěšec · f3 bílý jezdec · a2 bílý pěšec · b2 bílý pěšec · c2 bílý pěšec · f2 bílý pěšec · g2 bílý pěšec · h2 bílý pěšec · a1 bílý věž · b1 bílý jezdec · c1 bílý střelec · d1 bílý dáma · f1 bílý věž · g1 bílý král | a8 černý věž · c8 černý střelec · d8 černý dáma · e8 černý král · f8 černý střelec · g8 černý jezdec · h8 černý věž · b7 černý pěšec · c7 černý pěšec · g7 černý pěšec · h7 černý pěšec · a6 černý pěšec · c6 černý pěšec · f6 černý pěšec · e5 černý pěšec · d4 bílý pěšec · e4 bílý pěšec · f3 bílý jezdec · a2 bílý pěšec · b2 bílý pěšec · c2 bílý pěšec · f2 bílý pěšec · g2 bílý pěšec · h2 bílý pěšec · a1 bílý věž · b1 bílý jezdec · c1 bílý střelec · d1 bílý dáma · f1 bílý věž · g1 bílý král | a8 černý věž · c8 černý střelec · d8 černý dáma · e8 černý král · f8 černý střelec · g8 černý jezdec · h8 černý věž · b7 černý pěšec · c7 černý pěšec · g7 černý pěšec · h7 černý pěšec · a6 černý pěšec · c6 černý pěšec · f6 černý pěšec · e5 černý pěšec · d4 bílý pěšec · e4 bílý pěšec · f3 bílý jezdec · a2 bílý pěšec · b2 bílý pěšec · c2 bílý pěšec · f2 bílý pěšec · g2 bílý pěšec · h2 bílý pěšec · a1 bílý věž · b1 bílý jezdec · c1 bílý střelec · d1 bílý dáma · f1 bílý věž · g1 bílý král | a8 černý věž · c8 černý střelec · d8 černý dáma · e8 černý král · f8 černý střelec · g8 černý jezdec · h8 černý věž · b7 černý pěšec · c7 černý pěšec · g7 černý pěšec · h7 černý pěšec · a6 černý pěšec · c6 černý pěšec · f6 černý pěšec · e5 černý pěšec · d4 bílý pěšec · e4 bílý pěšec · f3 bílý jezdec · a2 bílý pěšec · b2 bílý pěšec · c2 bílý pěšec · f2 bílý pěšec · g2 bílý pěšec · h2 bílý pěšec · a1 bílý věž · b1 bílý jezdec · c1 bílý střelec · d1 bílý dáma · f1 bílý věž · g1 bílý král | a8 černý věž · c8 černý střelec · d8 černý dáma · e8 černý král · f8 černý střelec · g8 černý jezdec · h8 černý věž · b7 černý pěšec · c7 černý pěšec · g7 černý pěšec · h7 černý pěšec · a6 černý pěšec · c6 černý pěšec · f6 černý pěšec · e5 černý pěšec · d4 bílý pěšec · e4 bílý pěšec · f3 bílý jezdec · a2 bílý pěšec · b2 bílý pěšec · c2 bílý pěšec · f2 bílý pěšec · g2 bílý pěšec · h2 bílý pěšec · a1 bílý věž · b1 bílý jezdec · c1 bílý střelec · d1 bílý dáma · f1 bílý věž · g1 bílý král | a8 černý věž · c8 černý střelec · d8 černý dáma · e8 černý král · f8 černý střelec · g8 černý jezdec · h8 černý věž · b7 černý pěšec · c7 černý pěšec · g7 černý pěšec · h7 černý pěšec · a6 černý pěšec · c6 černý pěšec · f6 černý pěšec · e5 černý pěšec · d4 bílý pěšec · e4 bílý pěšec · f3 bílý jezdec · a2 bílý pěšec · b2 bílý pěšec · c2 bílý pěšec · f2 bílý pěšec · g2 bílý pěšec · h2 bílý pěšec · a1 bílý věž · b1 bílý jezdec · c1 bílý střelec · d1 bílý dáma · f1 bílý věž · g1 bílý král | 7 |
| 6 | a8 černý věž · c8 černý střelec · d8 černý dáma · e8 černý král · f8 černý střelec · g8 černý jezdec · h8 černý věž · b7 černý pěšec · c7 černý pěšec · g7 černý pěšec · h7 černý pěšec · a6 černý pěšec · c6 černý pěšec · f6 černý pěšec · e5 černý pěšec · d4 bílý pěšec · e4 bílý pěšec · f3 bílý jezdec · a2 bílý pěšec · b2 bílý pěšec · c2 bílý pěšec · f2 bílý pěšec · g2 bílý pěšec · h2 bílý pěšec · a1 bílý věž · b1 bílý jezdec · c1 bílý střelec · d1 bílý dáma · f1 bílý věž · g1 bílý král | a8 černý věž · c8 černý střelec · d8 černý dáma · e8 černý král · f8 černý střelec · g8 černý jezdec · h8 černý věž · b7 černý pěšec · c7 černý pěšec · g7 černý pěšec · h7 černý pěšec · a6 černý pěšec · c6 černý pěšec · f6 černý pěšec · e5 černý pěšec · d4 bílý pěšec · e4 bílý pěšec · f3 bílý jezdec · a2 bílý pěšec · b2 bílý pěšec · c2 bílý pěšec · f2 bílý pěšec · g2 bílý pěšec · h2 bílý pěšec · a1 bílý věž · b1 bílý jezdec · c1 bílý střelec · d1 bílý dáma · f1 bílý věž · g1 bílý král | a8 černý věž · c8 černý střelec · d8 černý dáma · e8 černý král · f8 černý střelec · g8 černý jezdec · h8 černý věž · b7 černý pěšec · c7 černý pěšec · g7 černý pěšec · h7 černý pěšec · a6 černý pěšec · c6 černý pěšec · f6 černý pěšec · e5 černý pěšec · d4 bílý pěšec · e4 bílý pěšec · f3 bílý jezdec · a2 bílý pěšec · b2 bílý pěšec · c2 bílý pěšec · f2 bílý pěšec · g2 bílý pěšec · h2 bílý pěšec · a1 bílý věž · b1 bílý jezdec · c1 bílý střelec · d1 bílý dáma · f1 bílý věž · g1 bílý král | a8 černý věž · c8 černý střelec · d8 černý dáma · e8 černý král · f8 černý střelec · g8 černý jezdec · h8 černý věž · b7 černý pěšec · c7 černý pěšec · g7 černý pěšec · h7 černý pěšec · a6 černý pěšec · c6 černý pěšec · f6 černý pěšec · e5 černý pěšec · d4 bílý pěšec · e4 bílý pěšec · f3 bílý jezdec · a2 bílý pěšec · b2 bílý pěšec · c2 bílý pěšec · f2 bílý pěšec · g2 bílý pěšec · h2 bílý pěšec · a1 bílý věž · b1 bílý jezdec · c1 bílý střelec · d1 bílý dáma · f1 bílý věž · g1 bílý král | a8 černý věž · c8 černý střelec · d8 černý dáma · e8 černý král · f8 černý střelec · g8 černý jezdec · h8 černý věž · b7 černý pěšec · c7 černý pěšec · g7 černý pěšec · h7 černý pěšec · a6 černý pěšec · c6 černý pěšec · f6 černý pěšec · e5 černý pěšec · d4 bílý pěšec · e4 bílý pěšec · f3 bílý jezdec · a2 bílý pěšec · b2 bílý pěšec · c2 bílý pěšec · f2 bílý pěšec · g2 bílý pěšec · h2 bílý pěšec · a1 bílý věž · b1 bílý jezdec · c1 bílý střelec · d1 bílý dáma · f1 bílý věž · g1 bílý král | a8 černý věž · c8 černý střelec · d8 černý dáma · e8 černý král · f8 černý střelec · g8 černý jezdec · h8 černý věž · b7 černý pěšec · c7 černý pěšec · g7 černý pěšec · h7 černý pěšec · a6 černý pěšec · c6 černý pěšec · f6 černý pěšec · e5 černý pěšec · d4 bílý pěšec · e4 bílý pěšec · f3 bílý jezdec · a2 bílý pěšec · b2 bílý pěšec · c2 bílý pěšec · f2 bílý pěšec · g2 bílý pěšec · h2 bílý pěšec · a1 bílý věž · b1 bílý jezdec · c1 bílý střelec · d1 bílý dáma · f1 bílý věž · g1 bílý král | a8 černý věž · c8 černý střelec · d8 černý dáma · e8 černý král · f8 černý střelec · g8 černý jezdec · h8 černý věž · b7 černý pěšec · c7 černý pěšec · g7 černý pěšec · h7 černý pěšec · a6 černý pěšec · c6 černý pěšec · f6 černý pěšec · e5 černý pěšec · d4 bílý pěšec · e4 bílý pěšec · f3 bílý jezdec · a2 bílý pěšec · b2 bílý pěšec · c2 bílý pěšec · f2 bílý pěšec · g2 bílý pěšec · h2 bílý pěšec · a1 bílý věž · b1 bílý jezdec · c1 bílý střelec · d1 bílý dáma · f1 bílý věž · g1 bílý král | a8 černý věž · c8 černý střelec · d8 černý dáma · e8 černý král · f8 černý střelec · g8 černý jezdec · h8 černý věž · b7 černý pěšec · c7 černý pěšec · g7 černý pěšec · h7 černý pěšec · a6 černý pěšec · c6 černý pěšec · f6 černý pěšec · e5 černý pěšec · d4 bílý pěšec · e4 bílý pěšec · f3 bílý jezdec · a2 bílý pěšec · b2 bílý pěšec · c2 bílý pěšec · f2 bílý pěšec · g2 bílý pěšec · h2 bílý pěšec · a1 bílý věž · b1 bílý jezdec · c1 bílý střelec · d1 bílý dáma · f1 bílý věž · g1 bílý král | 6 |
| 5 | a8 černý věž · c8 černý střelec · d8 černý dáma · e8 černý král · f8 černý střelec · g8 černý jezdec · h8 černý věž · b7 černý pěšec · c7 černý pěšec · g7 černý pěšec · h7 černý pěšec · a6 černý pěšec · c6 černý pěšec · f6 černý pěšec · e5 černý pěšec · d4 bílý pěšec · e4 bílý pěšec · f3 bílý jezdec · a2 bílý pěšec · b2 bílý pěšec · c2 bílý pěšec · f2 bílý pěšec · g2 bílý pěšec · h2 bílý pěšec · a1 bílý věž · b1 bílý jezdec · c1 bílý střelec · d1 bílý dáma · f1 bílý věž · g1 bílý král | a8 černý věž · c8 černý střelec · d8 černý dáma · e8 černý král · f8 černý střelec · g8 černý jezdec · h8 černý věž · b7 černý pěšec · c7 černý pěšec · g7 černý pěšec · h7 černý pěšec · a6 černý pěšec · c6 černý pěšec · f6 černý pěšec · e5 černý pěšec · d4 bílý pěšec · e4 bílý pěšec · f3 bílý jezdec · a2 bílý pěšec · b2 bílý pěšec · c2 bílý pěšec · f2 bílý pěšec · g2 bílý pěšec · h2 bílý pěšec · a1 bílý věž · b1 bílý jezdec · c1 bílý střelec · d1 bílý dáma · f1 bílý věž · g1 bílý král | a8 černý věž · c8 černý střelec · d8 černý dáma · e8 černý král · f8 černý střelec · g8 černý jezdec · h8 černý věž · b7 černý pěšec · c7 černý pěšec · g7 černý pěšec · h7 černý pěšec · a6 černý pěšec · c6 černý pěšec · f6 černý pěšec · e5 černý pěšec · d4 bílý pěšec · e4 bílý pěšec · f3 bílý jezdec · a2 bílý pěšec · b2 bílý pěšec · c2 bílý pěšec · f2 bílý pěšec · g2 bílý pěšec · h2 bílý pěšec · a1 bílý věž · b1 bílý jezdec · c1 bílý střelec · d1 bílý dáma · f1 bílý věž · g1 bílý král | a8 černý věž · c8 černý střelec · d8 černý dáma · e8 černý král · f8 černý střelec · g8 černý jezdec · h8 černý věž · b7 černý pěšec · c7 černý pěšec · g7 černý pěšec · h7 černý pěšec · a6 černý pěšec · c6 černý pěšec · f6 černý pěšec · e5 černý pěšec · d4 bílý pěšec · e4 bílý pěšec · f3 bílý jezdec · a2 bílý pěšec · b2 bílý pěšec · c2 bílý pěšec · f2 bílý pěšec · g2 bílý pěšec · h2 bílý pěšec · a1 bílý věž · b1 bílý jezdec · c1 bílý střelec · d1 bílý dáma · f1 bílý věž · g1 bílý král | a8 černý věž · c8 černý střelec · d8 černý dáma · e8 černý král · f8 černý střelec · g8 černý jezdec · h8 černý věž · b7 černý pěšec · c7 černý pěšec · g7 černý pěšec · h7 černý pěšec · a6 černý pěšec · c6 černý pěšec · f6 černý pěšec · e5 černý pěšec · d4 bílý pěšec · e4 bílý pěšec · f3 bílý jezdec · a2 bílý pěšec · b2 bílý pěšec · c2 bílý pěšec · f2 bílý pěšec · g2 bílý pěšec · h2 bílý pěšec · a1 bílý věž · b1 bílý jezdec · c1 bílý střelec · d1 bílý dáma · f1 bílý věž · g1 bílý král | a8 černý věž · c8 černý střelec · d8 černý dáma · e8 černý král · f8 černý střelec · g8 černý jezdec · h8 černý věž · b7 černý pěšec · c7 černý pěšec · g7 černý pěšec · h7 černý pěšec · a6 černý pěšec · c6 černý pěšec · f6 černý pěšec · e5 černý pěšec · d4 bílý pěšec · e4 bílý pěšec · f3 bílý jezdec · a2 bílý pěšec · b2 bílý pěšec · c2 bílý pěšec · f2 bílý pěšec · g2 bílý pěšec · h2 bílý pěšec · a1 bílý věž · b1 bílý jezdec · c1 bílý střelec · d1 bílý dáma · f1 bílý věž · g1 bílý král | a8 černý věž · c8 černý střelec · d8 černý dáma · e8 černý král · f8 černý střelec · g8 černý jezdec · h8 černý věž · b7 černý pěšec · c7 černý pěšec · g7 černý pěšec · h7 černý pěšec · a6 černý pěšec · c6 černý pěšec · f6 černý pěšec · e5 černý pěšec · d4 bílý pěšec · e4 bílý pěšec · f3 bílý jezdec · a2 bílý pěšec · b2 bílý pěšec · c2 bílý pěšec · f2 bílý pěšec · g2 bílý pěšec · h2 bílý pěšec · a1 bílý věž · b1 bílý jezdec · c1 bílý střelec · d1 bílý dáma · f1 bílý věž · g1 bílý král | a8 černý věž · c8 černý střelec · d8 černý dáma · e8 černý král · f8 černý střelec · g8 černý jezdec · h8 černý věž · b7 černý pěšec · c7 černý pěšec · g7 černý pěšec · h7 černý pěšec · a6 černý pěšec · c6 černý pěšec · f6 černý pěšec · e5 černý pěšec · d4 bílý pěšec · e4 bílý pěšec · f3 bílý jezdec · a2 bílý pěšec · b2 bílý pěšec · c2 bílý pěšec · f2 bílý pěšec · g2 bílý pěšec · h2 bílý pěšec · a1 bílý věž · b1 bílý jezdec · c1 bílý střelec · d1 bílý dáma · f1 bílý věž · g1 bílý král | 5 |
| 4 | a8 černý věž · c8 černý střelec · d8 černý dáma · e8 černý král · f8 černý střelec · g8 černý jezdec · h8 černý věž · b7 černý pěšec · c7 černý pěšec · g7 černý pěšec · h7 černý pěšec · a6 černý pěšec · c6 černý pěšec · f6 černý pěšec · e5 černý pěšec · d4 bílý pěšec · e4 bílý pěšec · f3 bílý jezdec · a2 bílý pěšec · b2 bílý pěšec · c2 bílý pěšec · f2 bílý pěšec · g2 bílý pěšec · h2 bílý pěšec · a1 bílý věž · b1 bílý jezdec · c1 bílý střelec · d1 bílý dáma · f1 bílý věž · g1 bílý král | a8 černý věž · c8 černý střelec · d8 černý dáma · e8 černý král · f8 černý střelec · g8 černý jezdec · h8 černý věž · b7 černý pěšec · c7 černý pěšec · g7 černý pěšec · h7 černý pěšec · a6 černý pěšec · c6 černý pěšec · f6 černý pěšec · e5 černý pěšec · d4 bílý pěšec · e4 bílý pěšec · f3 bílý jezdec · a2 bílý pěšec · b2 bílý pěšec · c2 bílý pěšec · f2 bílý pěšec · g2 bílý pěšec · h2 bílý pěšec · a1 bílý věž · b1 bílý jezdec · c1 bílý střelec · d1 bílý dáma · f1 bílý věž · g1 bílý král | a8 černý věž · c8 černý střelec · d8 černý dáma · e8 černý král · f8 černý střelec · g8 černý jezdec · h8 černý věž · b7 černý pěšec · c7 černý pěšec · g7 černý pěšec · h7 černý pěšec · a6 černý pěšec · c6 černý pěšec · f6 černý pěšec · e5 černý pěšec · d4 bílý pěšec · e4 bílý pěšec · f3 bílý jezdec · a2 bílý pěšec · b2 bílý pěšec · c2 bílý pěšec · f2 bílý pěšec · g2 bílý pěšec · h2 bílý pěšec · a1 bílý věž · b1 bílý jezdec · c1 bílý střelec · d1 bílý dáma · f1 bílý věž · g1 bílý král | a8 černý věž · c8 černý střelec · d8 černý dáma · e8 černý král · f8 černý střelec · g8 černý jezdec · h8 černý věž · b7 černý pěšec · c7 černý pěšec · g7 černý pěšec · h7 černý pěšec · a6 černý pěšec · c6 černý pěšec · f6 černý pěšec · e5 černý pěšec · d4 bílý pěšec · e4 bílý pěšec · f3 bílý jezdec · a2 bílý pěšec · b2 bílý pěšec · c2 bílý pěšec · f2 bílý pěšec · g2 bílý pěšec · h2 bílý pěšec · a1 bílý věž · b1 bílý jezdec · c1 bílý střelec · d1 bílý dáma · f1 bílý věž · g1 bílý král | a8 černý věž · c8 černý střelec · d8 černý dáma · e8 černý král · f8 černý střelec · g8 černý jezdec · h8 černý věž · b7 černý pěšec · c7 černý pěšec · g7 černý pěšec · h7 černý pěšec · a6 černý pěšec · c6 černý pěšec · f6 černý pěšec · e5 černý pěšec · d4 bílý pěšec · e4 bílý pěšec · f3 bílý jezdec · a2 bílý pěšec · b2 bílý pěšec · c2 bílý pěšec · f2 bílý pěšec · g2 bílý pěšec · h2 bílý pěšec · a1 bílý věž · b1 bílý jezdec · c1 bílý střelec · d1 bílý dáma · f1 bílý věž · g1 bílý král | a8 černý věž · c8 černý střelec · d8 černý dáma · e8 černý král · f8 černý střelec · g8 černý jezdec · h8 černý věž · b7 černý pěšec · c7 černý pěšec · g7 černý pěšec · h7 černý pěšec · a6 černý pěšec · c6 černý pěšec · f6 černý pěšec · e5 černý pěšec · d4 bílý pěšec · e4 bílý pěšec · f3 bílý jezdec · a2 bílý pěšec · b2 bílý pěšec · c2 bílý pěšec · f2 bílý pěšec · g2 bílý pěšec · h2 bílý pěšec · a1 bílý věž · b1 bílý jezdec · c1 bílý střelec · d1 bílý dáma · f1 bílý věž · g1 bílý král | a8 černý věž · c8 černý střelec · d8 černý dáma · e8 černý král · f8 černý střelec · g8 černý jezdec · h8 černý věž · b7 černý pěšec · c7 černý pěšec · g7 černý pěšec · h7 černý pěšec · a6 černý pěšec · c6 černý pěšec · f6 černý pěšec · e5 černý pěšec · d4 bílý pěšec · e4 bílý pěšec · f3 bílý jezdec · a2 bílý pěšec · b2 bílý pěšec · c2 bílý pěšec · f2 bílý pěšec · g2 bílý pěšec · h2 bílý pěšec · a1 bílý věž · b1 bílý jezdec · c1 bílý střelec · d1 bílý dáma · f1 bílý věž · g1 bílý král | a8 černý věž · c8 černý střelec · d8 černý dáma · e8 černý král · f8 černý střelec · g8 černý jezdec · h8 černý věž · b7 černý pěšec · c7 černý pěšec · g7 černý pěšec · h7 černý pěšec · a6 černý pěšec · c6 černý pěšec · f6 černý pěšec · e5 černý pěšec · d4 bílý pěšec · e4 bílý pěšec · f3 bílý jezdec · a2 bílý pěšec · b2 bílý pěšec · c2 bílý pěšec · f2 bílý pěšec · g2 bílý pěšec · h2 bílý pěšec · a1 bílý věž · b1 bílý jezdec · c1 bílý střelec · d1 bílý dáma · f1 bílý věž · g1 bílý král | 4 |
| 3 | a8 černý věž · c8 černý střelec · d8 černý dáma · e8 černý král · f8 černý střelec · g8 černý jezdec · h8 černý věž · b7 černý pěšec · c7 černý pěšec · g7 černý pěšec · h7 černý pěšec · a6 černý pěšec · c6 černý pěšec · f6 černý pěšec · e5 černý pěšec · d4 bílý pěšec · e4 bílý pěšec · f3 bílý jezdec · a2 bílý pěšec · b2 bílý pěšec · c2 bílý pěšec · f2 bílý pěšec · g2 bílý pěšec · h2 bílý pěšec · a1 bílý věž · b1 bílý jezdec · c1 bílý střelec · d1 bílý dáma · f1 bílý věž · g1 bílý král | a8 černý věž · c8 černý střelec · d8 černý dáma · e8 černý král · f8 černý střelec · g8 černý jezdec · h8 černý věž · b7 černý pěšec · c7 černý pěšec · g7 černý pěšec · h7 černý pěšec · a6 černý pěšec · c6 černý pěšec · f6 černý pěšec · e5 černý pěšec · d4 bílý pěšec · e4 bílý pěšec · f3 bílý jezdec · a2 bílý pěšec · b2 bílý pěšec · c2 bílý pěšec · f2 bílý pěšec · g2 bílý pěšec · h2 bílý pěšec · a1 bílý věž · b1 bílý jezdec · c1 bílý střelec · d1 bílý dáma · f1 bílý věž · g1 bílý král | a8 černý věž · c8 černý střelec · d8 černý dáma · e8 černý král · f8 černý střelec · g8 černý jezdec · h8 černý věž · b7 černý pěšec · c7 černý pěšec · g7 černý pěšec · h7 černý pěšec · a6 černý pěšec · c6 černý pěšec · f6 černý pěšec · e5 černý pěšec · d4 bílý pěšec · e4 bílý pěšec · f3 bílý jezdec · a2 bílý pěšec · b2 bílý pěšec · c2 bílý pěšec · f2 bílý pěšec · g2 bílý pěšec · h2 bílý pěšec · a1 bílý věž · b1 bílý jezdec · c1 bílý střelec · d1 bílý dáma · f1 bílý věž · g1 bílý král | a8 černý věž · c8 černý střelec · d8 černý dáma · e8 černý král · f8 černý střelec · g8 černý jezdec · h8 černý věž · b7 černý pěšec · c7 černý pěšec · g7 černý pěšec · h7 černý pěšec · a6 černý pěšec · c6 černý pěšec · f6 černý pěšec · e5 černý pěšec · d4 bílý pěšec · e4 bílý pěšec · f3 bílý jezdec · a2 bílý pěšec · b2 bílý pěšec · c2 bílý pěšec · f2 bílý pěšec · g2 bílý pěšec · h2 bílý pěšec · a1 bílý věž · b1 bílý jezdec · c1 bílý střelec · d1 bílý dáma · f1 bílý věž · g1 bílý král | a8 černý věž · c8 černý střelec · d8 černý dáma · e8 černý král · f8 černý střelec · g8 černý jezdec · h8 černý věž · b7 černý pěšec · c7 černý pěšec · g7 černý pěšec · h7 černý pěšec · a6 černý pěšec · c6 černý pěšec · f6 černý pěšec · e5 černý pěšec · d4 bílý pěšec · e4 bílý pěšec · f3 bílý jezdec · a2 bílý pěšec · b2 bílý pěšec · c2 bílý pěšec · f2 bílý pěšec · g2 bílý pěšec · h2 bílý pěšec · a1 bílý věž · b1 bílý jezdec · c1 bílý střelec · d1 bílý dáma · f1 bílý věž · g1 bílý král | a8 černý věž · c8 černý střelec · d8 černý dáma · e8 černý král · f8 černý střelec · g8 černý jezdec · h8 černý věž · b7 černý pěšec · c7 černý pěšec · g7 černý pěšec · h7 černý pěšec · a6 černý pěšec · c6 černý pěšec · f6 černý pěšec · e5 černý pěšec · d4 bílý pěšec · e4 bílý pěšec · f3 bílý jezdec · a2 bílý pěšec · b2 bílý pěšec · c2 bílý pěšec · f2 bílý pěšec · g2 bílý pěšec · h2 bílý pěšec · a1 bílý věž · b1 bílý jezdec · c1 bílý střelec · d1 bílý dáma · f1 bílý věž · g1 bílý král | a8 černý věž · c8 černý střelec · d8 černý dáma · e8 černý král · f8 černý střelec · g8 černý jezdec · h8 černý věž · b7 černý pěšec · c7 černý pěšec · g7 černý pěšec · h7 černý pěšec · a6 černý pěšec · c6 černý pěšec · f6 černý pěšec · e5 černý pěšec · d4 bílý pěšec · e4 bílý pěšec · f3 bílý jezdec · a2 bílý pěšec · b2 bílý pěšec · c2 bílý pěšec · f2 bílý pěšec · g2 bílý pěšec · h2 bílý pěšec · a1 bílý věž · b1 bílý jezdec · c1 bílý střelec · d1 bílý dáma · f1 bílý věž · g1 bílý král | a8 černý věž · c8 černý střelec · d8 černý dáma · e8 černý král · f8 černý střelec · g8 černý jezdec · h8 černý věž · b7 černý pěšec · c7 černý pěšec · g7 černý pěšec · h7 černý pěšec · a6 černý pěšec · c6 černý pěšec · f6 černý pěšec · e5 černý pěšec · d4 bílý pěšec · e4 bílý pěšec · f3 bílý jezdec · a2 bílý pěšec · b2 bílý pěšec · c2 bílý pěšec · f2 bílý pěšec · g2 bílý pěšec · h2 bílý pěšec · a1 bílý věž · b1 bílý jezdec · c1 bílý střelec · d1 bílý dáma · f1 bílý věž · g1 bílý král | 3 |
| 2 | a8 černý věž · c8 černý střelec · d8 černý dáma · e8 černý král · f8 černý střelec · g8 černý jezdec · h8 černý věž · b7 černý pěšec · c7 černý pěšec · g7 černý pěšec · h7 černý pěšec · a6 černý pěšec · c6 černý pěšec · f6 černý pěšec · e5 černý pěšec · d4 bílý pěšec · e4 bílý pěšec · f3 bílý jezdec · a2 bílý pěšec · b2 bílý pěšec · c2 bílý pěšec · f2 bílý pěšec · g2 bílý pěšec · h2 bílý pěšec · a1 bílý věž · b1 bílý jezdec · c1 bílý střelec · d1 bílý dáma · f1 bílý věž · g1 bílý král | a8 černý věž · c8 černý střelec · d8 černý dáma · e8 černý král · f8 černý střelec · g8 černý jezdec · h8 černý věž · b7 černý pěšec · c7 černý pěšec · g7 černý pěšec · h7 černý pěšec · a6 černý pěšec · c6 černý pěšec · f6 černý pěšec · e5 černý pěšec · d4 bílý pěšec · e4 bílý pěšec · f3 bílý jezdec · a2 bílý pěšec · b2 bílý pěšec · c2 bílý pěšec · f2 bílý pěšec · g2 bílý pěšec · h2 bílý pěšec · a1 bílý věž · b1 bílý jezdec · c1 bílý střelec · d1 bílý dáma · f1 bílý věž · g1 bílý král | a8 černý věž · c8 černý střelec · d8 černý dáma · e8 černý král · f8 černý střelec · g8 černý jezdec · h8 černý věž · b7 černý pěšec · c7 černý pěšec · g7 černý pěšec · h7 černý pěšec · a6 černý pěšec · c6 černý pěšec · f6 černý pěšec · e5 černý pěšec · d4 bílý pěšec · e4 bílý pěšec · f3 bílý jezdec · a2 bílý pěšec · b2 bílý pěšec · c2 bílý pěšec · f2 bílý pěšec · g2 bílý pěšec · h2 bílý pěšec · a1 bílý věž · b1 bílý jezdec · c1 bílý střelec · d1 bílý dáma · f1 bílý věž · g1 bílý král | a8 černý věž · c8 černý střelec · d8 černý dáma · e8 černý král · f8 černý střelec · g8 černý jezdec · h8 černý věž · b7 černý pěšec · c7 černý pěšec · g7 černý pěšec · h7 černý pěšec · a6 černý pěšec · c6 černý pěšec · f6 černý pěšec · e5 černý pěšec · d4 bílý pěšec · e4 bílý pěšec · f3 bílý jezdec · a2 bílý pěšec · b2 bílý pěšec · c2 bílý pěšec · f2 bílý pěšec · g2 bílý pěšec · h2 bílý pěšec · a1 bílý věž · b1 bílý jezdec · c1 bílý střelec · d1 bílý dáma · f1 bílý věž · g1 bílý král | a8 černý věž · c8 černý střelec · d8 černý dáma · e8 černý král · f8 černý střelec · g8 černý jezdec · h8 černý věž · b7 černý pěšec · c7 černý pěšec · g7 černý pěšec · h7 černý pěšec · a6 černý pěšec · c6 černý pěšec · f6 černý pěšec · e5 černý pěšec · d4 bílý pěšec · e4 bílý pěšec · f3 bílý jezdec · a2 bílý pěšec · b2 bílý pěšec · c2 bílý pěšec · f2 bílý pěšec · g2 bílý pěšec · h2 bílý pěšec · a1 bílý věž · b1 bílý jezdec · c1 bílý střelec · d1 bílý dáma · f1 bílý věž · g1 bílý král | a8 černý věž · c8 černý střelec · d8 černý dáma · e8 černý král · f8 černý střelec · g8 černý jezdec · h8 černý věž · b7 černý pěšec · c7 černý pěšec · g7 černý pěšec · h7 černý pěšec · a6 černý pěšec · c6 černý pěšec · f6 černý pěšec · e5 černý pěšec · d4 bílý pěšec · e4 bílý pěšec · f3 bílý jezdec · a2 bílý pěšec · b2 bílý pěšec · c2 bílý pěšec · f2 bílý pěšec · g2 bílý pěšec · h2 bílý pěšec · a1 bílý věž · b1 bílý jezdec · c1 bílý střelec · d1 bílý dáma · f1 bílý věž · g1 bílý král | a8 černý věž · c8 černý střelec · d8 černý dáma · e8 černý král · f8 černý střelec · g8 černý jezdec · h8 černý věž · b7 černý pěšec · c7 černý pěšec · g7 černý pěšec · h7 černý pěšec · a6 černý pěšec · c6 černý pěšec · f6 černý pěšec · e5 černý pěšec · d4 bílý pěšec · e4 bílý pěšec · f3 bílý jezdec · a2 bílý pěšec · b2 bílý pěšec · c2 bílý pěšec · f2 bílý pěšec · g2 bílý pěšec · h2 bílý pěšec · a1 bílý věž · b1 bílý jezdec · c1 bílý střelec · d1 bílý dáma · f1 bílý věž · g1 bílý král | a8 černý věž · c8 černý střelec · d8 černý dáma · e8 černý král · f8 černý střelec · g8 černý jezdec · h8 černý věž · b7 černý pěšec · c7 černý pěšec · g7 černý pěšec · h7 černý pěšec · a6 černý pěšec · c6 černý pěšec · f6 černý pěšec · e5 černý pěšec · d4 bílý pěšec · e4 bílý pěšec · f3 bílý jezdec · a2 bílý pěšec · b2 bílý pěšec · c2 bílý pěšec · f2 bílý pěšec · g2 bílý pěšec · h2 bílý pěšec · a1 bílý věž · b1 bílý jezdec · c1 bílý střelec · d1 bílý dáma · f1 bílý věž · g1 bílý král | 2 |
| 1 | a8 černý věž · c8 černý střelec · d8 černý dáma · e8 černý král · f8 černý střelec · g8 černý jezdec · h8 černý věž · b7 černý pěšec · c7 černý pěšec · g7 černý pěšec · h7 černý pěšec · a6 černý pěšec · c6 černý pěšec · f6 černý pěšec · e5 černý pěšec · d4 bílý pěšec · e4 bílý pěšec · f3 bílý jezdec · a2 bílý pěšec · b2 bílý pěšec · c2 bílý pěšec · f2 bílý pěšec · g2 bílý pěšec · h2 bílý pěšec · a1 bílý věž · b1 bílý jezdec · c1 bílý střelec · d1 bílý dáma · f1 bílý věž · g1 bílý král | a8 černý věž · c8 černý střelec · d8 černý dáma · e8 černý král · f8 černý střelec · g8 černý jezdec · h8 černý věž · b7 černý pěšec · c7 černý pěšec · g7 černý pěšec · h7 černý pěšec · a6 černý pěšec · c6 černý pěšec · f6 černý pěšec · e5 černý pěšec · d4 bílý pěšec · e4 bílý pěšec · f3 bílý jezdec · a2 bílý pěšec · b2 bílý pěšec · c2 bílý pěšec · f2 bílý pěšec · g2 bílý pěšec · h2 bílý pěšec · a1 bílý věž · b1 bílý jezdec · c1 bílý střelec · d1 bílý dáma · f1 bílý věž · g1 bílý král | a8 černý věž · c8 černý střelec · d8 černý dáma · e8 černý král · f8 černý střelec · g8 černý jezdec · h8 černý věž · b7 černý pěšec · c7 černý pěšec · g7 černý pěšec · h7 černý pěšec · a6 černý pěšec · c6 černý pěšec · f6 černý pěšec · e5 černý pěšec · d4 bílý pěšec · e4 bílý pěšec · f3 bílý jezdec · a2 bílý pěšec · b2 bílý pěšec · c2 bílý pěšec · f2 bílý pěšec · g2 bílý pěšec · h2 bílý pěšec · a1 bílý věž · b1 bílý jezdec · c1 bílý střelec · d1 bílý dáma · f1 bílý věž · g1 bílý král | a8 černý věž · c8 černý střelec · d8 černý dáma · e8 černý král · f8 černý střelec · g8 černý jezdec · h8 černý věž · b7 černý pěšec · c7 černý pěšec · g7 černý pěšec · h7 černý pěšec · a6 černý pěšec · c6 černý pěšec · f6 černý pěšec · e5 černý pěšec · d4 bílý pěšec · e4 bílý pěšec · f3 bílý jezdec · a2 bílý pěšec · b2 bílý pěšec · c2 bílý pěšec · f2 bílý pěšec · g2 bílý pěšec · h2 bílý pěšec · a1 bílý věž · b1 bílý jezdec · c1 bílý střelec · d1 bílý dáma · f1 bílý věž · g1 bílý král | a8 černý věž · c8 černý střelec · d8 černý dáma · e8 černý král · f8 černý střelec · g8 černý jezdec · h8 černý věž · b7 černý pěšec · c7 černý pěšec · g7 černý pěšec · h7 černý pěšec · a6 černý pěšec · c6 černý pěšec · f6 černý pěšec · e5 černý pěšec · d4 bílý pěšec · e4 bílý pěšec · f3 bílý jezdec · a2 bílý pěšec · b2 bílý pěšec · c2 bílý pěšec · f2 bílý pěšec · g2 bílý pěšec · h2 bílý pěšec · a1 bílý věž · b1 bílý jezdec · c1 bílý střelec · d1 bílý dáma · f1 bílý věž · g1 bílý král | a8 černý věž · c8 černý střelec · d8 černý dáma · e8 černý král · f8 černý střelec · g8 černý jezdec · h8 černý věž · b7 černý pěšec · c7 černý pěšec · g7 černý pěšec · h7 černý pěšec · a6 černý pěšec · c6 černý pěšec · f6 černý pěšec · e5 černý pěšec · d4 bílý pěšec · e4 bílý pěšec · f3 bílý jezdec · a2 bílý pěšec · b2 bílý pěšec · c2 bílý pěšec · f2 bílý pěšec · g2 bílý pěšec · h2 bílý pěšec · a1 bílý věž · b1 bílý jezdec · c1 bílý střelec · d1 bílý dáma · f1 bílý věž · g1 bílý král | a8 černý věž · c8 černý střelec · d8 černý dáma · e8 černý král · f8 černý střelec · g8 černý jezdec · h8 černý věž · b7 černý pěšec · c7 černý pěšec · g7 černý pěšec · h7 černý pěšec · a6 černý pěšec · c6 černý pěšec · f6 černý pěšec · e5 černý pěšec · d4 bílý pěšec · e4 bílý pěšec · f3 bílý jezdec · a2 bílý pěšec · b2 bílý pěšec · c2 bílý pěšec · f2 bílý pěšec · g2 bílý pěšec · h2 bílý pěšec · a1 bílý věž · b1 bílý jezdec · c1 bílý střelec · d1 bílý dáma · f1 bílý věž · g1 bílý král | a8 černý věž · c8 černý střelec · d8 černý dáma · e8 černý král · f8 černý střelec · g8 černý jezdec · h8 černý věž · b7 černý pěšec · c7 černý pěšec · g7 černý pěšec · h7 černý pěšec · a6 černý pěšec · c6 černý pěšec · f6 černý pěšec · e5 černý pěšec · d4 bílý pěšec · e4 bílý pěšec · f3 bílý jezdec · a2 bílý pěšec · b2 bílý pěšec · c2 bílý pěšec · f2 bílý pěšec · g2 bílý pěšec · h2 bílý pěšec · a1 bílý věž · b1 bílý jezdec · c1 bílý střelec · d1 bílý dáma · f1 bílý věž · g1 bílý král | 1 |
|   | a | b | c | d | e | f | g | h |   |

1.e4 e5 2. Jf3 Jc6 3. Sb5 a6 4. Sxc6 dxc6 5. 0-0 f6 6. d4
- 6... Sg4
  - 7. c3 Sd6 8. Se3
    - 8... Je7 9. Jbd2 s vyrovnanými šancemi
    - 8... De7 9. Jdb2 0-0-0 s nejasnou hrou

  - 7. dxe5 Dxd1 8. Vxd1 fxe5 9. Vd3
    - 9... Sxf3 10. gxf3! pozice bílého si zaslouží přednost
    - 9... Sd6 10. Jbd2
      - 10... Jf6 11. Jc4 0-0 12. Jfxe5 Se2 13. Ve3 Sxc4 14. Jxc4 Sc5 nakonec černý vyrovná
      - 10... b5 hra je vyrovnaná
- 6... exd4 7. Jxd4 c5
  - 8. Je2 Dxd1 9. Vxd1 Sd7 10. Jbc3 0-0-0
    - 11. Sf4 Je7 hra je vyrovnaná
    - 11. Se3 Ve8 12. Vd2 Sc6 13. Vad1 b6 ačkoli je bílý vyvinutý, nemůže toho využít a hra je v rovnováze

  - 8. Jb3 Dxd1 9. Vxd1 Sg4 10. f3
    - 10...Se6 11. Se3 b6 12. a4 Kf7 má černý šanci pozici udržet
    - 10... Sd7 11. Jc3 0-0-0 12. Sf4 c4 13. Ja5 Sc5+ 14. Kf1 b5 s protihrou [2]

## Moderní Fischerova varianta
|   | a | b | c | d | e | f | g | h |   |
| 8 | a8 černý věž · c8 černý střelec · e8 černý král · f8 černý střelec · g8 černý jezdec · h8 černý věž · b7 černý pěšec · c7 černý pěšec · f7 černý pěšec · g7 černý pěšec · h7 černý pěšec · a6 černý pěšec · c6 černý pěšec · d6 černý dáma · e5 černý pěšec · e4 bílý pěšec · f3 bílý jezdec · a2 bílý pěšec · b2 bílý pěšec · c2 bílý pěšec · d2 bílý pěšec · f2 bílý pěšec · g2 bílý pěšec · h2 bílý pěšec · a1 bílý věž · b1 bílý jezdec · c1 bílý střelec · d1 bílý dáma · f1 bílý věž · g1 bílý král | a8 černý věž · c8 černý střelec · e8 černý král · f8 černý střelec · g8 černý jezdec · h8 černý věž · b7 černý pěšec · c7 černý pěšec · f7 černý pěšec · g7 černý pěšec · h7 černý pěšec · a6 černý pěšec · c6 černý pěšec · d6 černý dáma · e5 černý pěšec · e4 bílý pěšec · f3 bílý jezdec · a2 bílý pěšec · b2 bílý pěšec · c2 bílý pěšec · d2 bílý pěšec · f2 bílý pěšec · g2 bílý pěšec · h2 bílý pěšec · a1 bílý věž · b1 bílý jezdec · c1 bílý střelec · d1 bílý dáma · f1 bílý věž · g1 bílý král | a8 černý věž · c8 černý střelec · e8 černý král · f8 černý střelec · g8 černý jezdec · h8 černý věž · b7 černý pěšec · c7 černý pěšec · f7 černý pěšec · g7 černý pěšec · h7 černý pěšec · a6 černý pěšec · c6 černý pěšec · d6 černý dáma · e5 černý pěšec · e4 bílý pěšec · f3 bílý jezdec · a2 bílý pěšec · b2 bílý pěšec · c2 bílý pěšec · d2 bílý pěšec · f2 bílý pěšec · g2 bílý pěšec · h2 bílý pěšec · a1 bílý věž · b1 bílý jezdec · c1 bílý střelec · d1 bílý dáma · f1 bílý věž · g1 bílý král | a8 černý věž · c8 černý střelec · e8 černý král · f8 černý střelec · g8 černý jezdec · h8 černý věž · b7 černý pěšec · c7 černý pěšec · f7 černý pěšec · g7 černý pěšec · h7 černý pěšec · a6 černý pěšec · c6 černý pěšec · d6 černý dáma · e5 černý pěšec · e4 bílý pěšec · f3 bílý jezdec · a2 bílý pěšec · b2 bílý pěšec · c2 bílý pěšec · d2 bílý pěšec · f2 bílý pěšec · g2 bílý pěšec · h2 bílý pěšec · a1 bílý věž · b1 bílý jezdec · c1 bílý střelec · d1 bílý dáma · f1 bílý věž · g1 bílý král | a8 černý věž · c8 černý střelec · e8 černý král · f8 černý střelec · g8 černý jezdec · h8 černý věž · b7 černý pěšec · c7 černý pěšec · f7 černý pěšec · g7 černý pěšec · h7 černý pěšec · a6 černý pěšec · c6 černý pěšec · d6 černý dáma · e5 černý pěšec · e4 bílý pěšec · f3 bílý jezdec · a2 bílý pěšec · b2 bílý pěšec · c2 bílý pěšec · d2 bílý pěšec · f2 bílý pěšec · g2 bílý pěšec · h2 bílý pěšec · a1 bílý věž · b1 bílý jezdec · c1 bílý střelec · d1 bílý dáma · f1 bílý věž · g1 bílý král | a8 černý věž · c8 černý střelec · e8 černý král · f8 černý střelec · g8 černý jezdec · h8 černý věž · b7 černý pěšec · c7 černý pěšec · f7 černý pěšec · g7 černý pěšec · h7 černý pěšec · a6 černý pěšec · c6 černý pěšec · d6 černý dáma · e5 černý pěšec · e4 bílý pěšec · f3 bílý jezdec · a2 bílý pěšec · b2 bílý pěšec · c2 bílý pěšec · d2 bílý pěšec · f2 bílý pěšec · g2 bílý pěšec · h2 bílý pěšec · a1 bílý věž · b1 bílý jezdec · c1 bílý střelec · d1 bílý dáma · f1 bílý věž · g1 bílý král | a8 černý věž · c8 černý střelec · e8 černý král · f8 černý střelec · g8 černý jezdec · h8 černý věž · b7 černý pěšec · c7 černý pěšec · f7 černý pěšec · g7 černý pěšec · h7 černý pěšec · a6 černý pěšec · c6 černý pěšec · d6 černý dáma · e5 černý pěšec · e4 bílý pěšec · f3 bílý jezdec · a2 bílý pěšec · b2 bílý pěšec · c2 bílý pěšec · d2 bílý pěšec · f2 bílý pěšec · g2 bílý pěšec · h2 bílý pěšec · a1 bílý věž · b1 bílý jezdec · c1 bílý střelec · d1 bílý dáma · f1 bílý věž · g1 bílý král | a8 černý věž · c8 černý střelec · e8 černý král · f8 černý střelec · g8 černý jezdec · h8 černý věž · b7 černý pěšec · c7 černý pěšec · f7 černý pěšec · g7 černý pěšec · h7 černý pěšec · a6 černý pěšec · c6 černý pěšec · d6 černý dáma · e5 černý pěšec · e4 bílý pěšec · f3 bílý jezdec · a2 bílý pěšec · b2 bílý pěšec · c2 bílý pěšec · d2 bílý pěšec · f2 bílý pěšec · g2 bílý pěšec · h2 bílý pěšec · a1 bílý věž · b1 bílý jezdec · c1 bílý střelec · d1 bílý dáma · f1 bílý věž · g1 bílý král | 8 |
| 7 | a8 černý věž · c8 černý střelec · e8 černý král · f8 černý střelec · g8 černý jezdec · h8 černý věž · b7 černý pěšec · c7 černý pěšec · f7 černý pěšec · g7 černý pěšec · h7 černý pěšec · a6 černý pěšec · c6 černý pěšec · d6 černý dáma · e5 černý pěšec · e4 bílý pěšec · f3 bílý jezdec · a2 bílý pěšec · b2 bílý pěšec · c2 bílý pěšec · d2 bílý pěšec · f2 bílý pěšec · g2 bílý pěšec · h2 bílý pěšec · a1 bílý věž · b1 bílý jezdec · c1 bílý střelec · d1 bílý dáma · f1 bílý věž · g1 bílý král | a8 černý věž · c8 černý střelec · e8 černý král · f8 černý střelec · g8 černý jezdec · h8 černý věž · b7 černý pěšec · c7 černý pěšec · f7 černý pěšec · g7 černý pěšec · h7 černý pěšec · a6 černý pěšec · c6 černý pěšec · d6 černý dáma · e5 černý pěšec · e4 bílý pěšec · f3 bílý jezdec · a2 bílý pěšec · b2 bílý pěšec · c2 bílý pěšec · d2 bílý pěšec · f2 bílý pěšec · g2 bílý pěšec · h2 bílý pěšec · a1 bílý věž · b1 bílý jezdec · c1 bílý střelec · d1 bílý dáma · f1 bílý věž · g1 bílý král | a8 černý věž · c8 černý střelec · e8 černý král · f8 černý střelec · g8 černý jezdec · h8 černý věž · b7 černý pěšec · c7 černý pěšec · f7 černý pěšec · g7 černý pěšec · h7 černý pěšec · a6 černý pěšec · c6 černý pěšec · d6 černý dáma · e5 černý pěšec · e4 bílý pěšec · f3 bílý jezdec · a2 bílý pěšec · b2 bílý pěšec · c2 bílý pěšec · d2 bílý pěšec · f2 bílý pěšec · g2 bílý pěšec · h2 bílý pěšec · a1 bílý věž · b1 bílý jezdec · c1 bílý střelec · d1 bílý dáma · f1 bílý věž · g1 bílý král | a8 černý věž · c8 černý střelec · e8 černý král · f8 černý střelec · g8 černý jezdec · h8 černý věž · b7 černý pěšec · c7 černý pěšec · f7 černý pěšec · g7 černý pěšec · h7 černý pěšec · a6 černý pěšec · c6 černý pěšec · d6 černý dáma · e5 černý pěšec · e4 bílý pěšec · f3 bílý jezdec · a2 bílý pěšec · b2 bílý pěšec · c2 bílý pěšec · d2 bílý pěšec · f2 bílý pěšec · g2 bílý pěšec · h2 bílý pěšec · a1 bílý věž · b1 bílý jezdec · c1 bílý střelec · d1 bílý dáma · f1 bílý věž · g1 bílý král | a8 černý věž · c8 černý střelec · e8 černý král · f8 černý střelec · g8 černý jezdec · h8 černý věž · b7 černý pěšec · c7 černý pěšec · f7 černý pěšec · g7 černý pěšec · h7 černý pěšec · a6 černý pěšec · c6 černý pěšec · d6 černý dáma · e5 černý pěšec · e4 bílý pěšec · f3 bílý jezdec · a2 bílý pěšec · b2 bílý pěšec · c2 bílý pěšec · d2 bílý pěšec · f2 bílý pěšec · g2 bílý pěšec · h2 bílý pěšec · a1 bílý věž · b1 bílý jezdec · c1 bílý střelec · d1 bílý dáma · f1 bílý věž · g1 bílý král | a8 černý věž · c8 černý střelec · e8 černý král · f8 černý střelec · g8 černý jezdec · h8 černý věž · b7 černý pěšec · c7 černý pěšec · f7 černý pěšec · g7 černý pěšec · h7 černý pěšec · a6 černý pěšec · c6 černý pěšec · d6 černý dáma · e5 černý pěšec · e4 bílý pěšec · f3 bílý jezdec · a2 bílý pěšec · b2 bílý pěšec · c2 bílý pěšec · d2 bílý pěšec · f2 bílý pěšec · g2 bílý pěšec · h2 bílý pěšec · a1 bílý věž · b1 bílý jezdec · c1 bílý střelec · d1 bílý dáma · f1 bílý věž · g1 bílý král | a8 černý věž · c8 černý střelec · e8 černý král · f8 černý střelec · g8 černý jezdec · h8 černý věž · b7 černý pěšec · c7 černý pěšec · f7 černý pěšec · g7 černý pěšec · h7 černý pěšec · a6 černý pěšec · c6 černý pěšec · d6 černý dáma · e5 černý pěšec · e4 bílý pěšec · f3 bílý jezdec · a2 bílý pěšec · b2 bílý pěšec · c2 bílý pěšec · d2 bílý pěšec · f2 bílý pěšec · g2 bílý pěšec · h2 bílý pěšec · a1 bílý věž · b1 bílý jezdec · c1 bílý střelec · d1 bílý dáma · f1 bílý věž · g1 bílý král | a8 černý věž · c8 černý střelec · e8 černý král · f8 černý střelec · g8 černý jezdec · h8 černý věž · b7 černý pěšec · c7 černý pěšec · f7 černý pěšec · g7 černý pěšec · h7 černý pěšec · a6 černý pěšec · c6 černý pěšec · d6 černý dáma · e5 černý pěšec · e4 bílý pěšec · f3 bílý jezdec · a2 bílý pěšec · b2 bílý pěšec · c2 bílý pěšec · d2 bílý pěšec · f2 bílý pěšec · g2 bílý pěšec · h2 bílý pěšec · a1 bílý věž · b1 bílý jezdec · c1 bílý střelec · d1 bílý dáma · f1 bílý věž · g1 bílý král | 7 |
| 6 | a8 černý věž · c8 černý střelec · e8 černý král · f8 černý střelec · g8 černý jezdec · h8 černý věž · b7 černý pěšec · c7 černý pěšec · f7 černý pěšec · g7 černý pěšec · h7 černý pěšec · a6 černý pěšec · c6 černý pěšec · d6 černý dáma · e5 černý pěšec · e4 bílý pěšec · f3 bílý jezdec · a2 bílý pěšec · b2 bílý pěšec · c2 bílý pěšec · d2 bílý pěšec · f2 bílý pěšec · g2 bílý pěšec · h2 bílý pěšec · a1 bílý věž · b1 bílý jezdec · c1 bílý střelec · d1 bílý dáma · f1 bílý věž · g1 bílý král | a8 černý věž · c8 černý střelec · e8 černý král · f8 černý střelec · g8 černý jezdec · h8 černý věž · b7 černý pěšec · c7 černý pěšec · f7 černý pěšec · g7 černý pěšec · h7 černý pěšec · a6 černý pěšec · c6 černý pěšec · d6 černý dáma · e5 černý pěšec · e4 bílý pěšec · f3 bílý jezdec · a2 bílý pěšec · b2 bílý pěšec · c2 bílý pěšec · d2 bílý pěšec · f2 bílý pěšec · g2 bílý pěšec · h2 bílý pěšec · a1 bílý věž · b1 bílý jezdec · c1 bílý střelec · d1 bílý dáma · f1 bílý věž · g1 bílý král | a8 černý věž · c8 černý střelec · e8 černý král · f8 černý střelec · g8 černý jezdec · h8 černý věž · b7 černý pěšec · c7 černý pěšec · f7 černý pěšec · g7 černý pěšec · h7 černý pěšec · a6 černý pěšec · c6 černý pěšec · d6 černý dáma · e5 černý pěšec · e4 bílý pěšec · f3 bílý jezdec · a2 bílý pěšec · b2 bílý pěšec · c2 bílý pěšec · d2 bílý pěšec · f2 bílý pěšec · g2 bílý pěšec · h2 bílý pěšec · a1 bílý věž · b1 bílý jezdec · c1 bílý střelec · d1 bílý dáma · f1 bílý věž · g1 bílý král | a8 černý věž · c8 černý střelec · e8 černý král · f8 černý střelec · g8 černý jezdec · h8 černý věž · b7 černý pěšec · c7 černý pěšec · f7 černý pěšec · g7 černý pěšec · h7 černý pěšec · a6 černý pěšec · c6 černý pěšec · d6 černý dáma · e5 černý pěšec · e4 bílý pěšec · f3 bílý jezdec · a2 bílý pěšec · b2 bílý pěšec · c2 bílý pěšec · d2 bílý pěšec · f2 bílý pěšec · g2 bílý pěšec · h2 bílý pěšec · a1 bílý věž · b1 bílý jezdec · c1 bílý střelec · d1 bílý dáma · f1 bílý věž · g1 bílý král | a8 černý věž · c8 černý střelec · e8 černý král · f8 černý střelec · g8 černý jezdec · h8 černý věž · b7 černý pěšec · c7 černý pěšec · f7 černý pěšec · g7 černý pěšec · h7 černý pěšec · a6 černý pěšec · c6 černý pěšec · d6 černý dáma · e5 černý pěšec · e4 bílý pěšec · f3 bílý jezdec · a2 bílý pěšec · b2 bílý pěšec · c2 bílý pěšec · d2 bílý pěšec · f2 bílý pěšec · g2 bílý pěšec · h2 bílý pěšec · a1 bílý věž · b1 bílý jezdec · c1 bílý střelec · d1 bílý dáma · f1 bílý věž · g1 bílý král | a8 černý věž · c8 černý střelec · e8 černý král · f8 černý střelec · g8 černý jezdec · h8 černý věž · b7 černý pěšec · c7 černý pěšec · f7 černý pěšec · g7 černý pěšec · h7 černý pěšec · a6 černý pěšec · c6 černý pěšec · d6 černý dáma · e5 černý pěšec · e4 bílý pěšec · f3 bílý jezdec · a2 bílý pěšec · b2 bílý pěšec · c2 bílý pěšec · d2 bílý pěšec · f2 bílý pěšec · g2 bílý pěšec · h2 bílý pěšec · a1 bílý věž · b1 bílý jezdec · c1 bílý střelec · d1 bílý dáma · f1 bílý věž · g1 bílý král | a8 černý věž · c8 černý střelec · e8 černý král · f8 černý střelec · g8 černý jezdec · h8 černý věž · b7 černý pěšec · c7 černý pěšec · f7 černý pěšec · g7 černý pěšec · h7 černý pěšec · a6 černý pěšec · c6 černý pěšec · d6 černý dáma · e5 černý pěšec · e4 bílý pěšec · f3 bílý jezdec · a2 bílý pěšec · b2 bílý pěšec · c2 bílý pěšec · d2 bílý pěšec · f2 bílý pěšec · g2 bílý pěšec · h2 bílý pěšec · a1 bílý věž · b1 bílý jezdec · c1 bílý střelec · d1 bílý dáma · f1 bílý věž · g1 bílý král | a8 černý věž · c8 černý střelec · e8 černý král · f8 černý střelec · g8 černý jezdec · h8 černý věž · b7 černý pěšec · c7 černý pěšec · f7 černý pěšec · g7 černý pěšec · h7 černý pěšec · a6 černý pěšec · c6 černý pěšec · d6 černý dáma · e5 černý pěšec · e4 bílý pěšec · f3 bílý jezdec · a2 bílý pěšec · b2 bílý pěšec · c2 bílý pěšec · d2 bílý pěšec · f2 bílý pěšec · g2 bílý pěšec · h2 bílý pěšec · a1 bílý věž · b1 bílý jezdec · c1 bílý střelec · d1 bílý dáma · f1 bílý věž · g1 bílý král | 6 |
| 5 | a8 černý věž · c8 černý střelec · e8 černý král · f8 černý střelec · g8 černý jezdec · h8 černý věž · b7 černý pěšec · c7 černý pěšec · f7 černý pěšec · g7 černý pěšec · h7 černý pěšec · a6 černý pěšec · c6 černý pěšec · d6 černý dáma · e5 černý pěšec · e4 bílý pěšec · f3 bílý jezdec · a2 bílý pěšec · b2 bílý pěšec · c2 bílý pěšec · d2 bílý pěšec · f2 bílý pěšec · g2 bílý pěšec · h2 bílý pěšec · a1 bílý věž · b1 bílý jezdec · c1 bílý střelec · d1 bílý dáma · f1 bílý věž · g1 bílý král | a8 černý věž · c8 černý střelec · e8 černý král · f8 černý střelec · g8 černý jezdec · h8 černý věž · b7 černý pěšec · c7 černý pěšec · f7 černý pěšec · g7 černý pěšec · h7 černý pěšec · a6 černý pěšec · c6 černý pěšec · d6 černý dáma · e5 černý pěšec · e4 bílý pěšec · f3 bílý jezdec · a2 bílý pěšec · b2 bílý pěšec · c2 bílý pěšec · d2 bílý pěšec · f2 bílý pěšec · g2 bílý pěšec · h2 bílý pěšec · a1 bílý věž · b1 bílý jezdec · c1 bílý střelec · d1 bílý dáma · f1 bílý věž · g1 bílý král | a8 černý věž · c8 černý střelec · e8 černý král · f8 černý střelec · g8 černý jezdec · h8 černý věž · b7 černý pěšec · c7 černý pěšec · f7 černý pěšec · g7 černý pěšec · h7 černý pěšec · a6 černý pěšec · c6 černý pěšec · d6 černý dáma · e5 černý pěšec · e4 bílý pěšec · f3 bílý jezdec · a2 bílý pěšec · b2 bílý pěšec · c2 bílý pěšec · d2 bílý pěšec · f2 bílý pěšec · g2 bílý pěšec · h2 bílý pěšec · a1 bílý věž · b1 bílý jezdec · c1 bílý střelec · d1 bílý dáma · f1 bílý věž · g1 bílý král | a8 černý věž · c8 černý střelec · e8 černý král · f8 černý střelec · g8 černý jezdec · h8 černý věž · b7 černý pěšec · c7 černý pěšec · f7 černý pěšec · g7 černý pěšec · h7 černý pěšec · a6 černý pěšec · c6 černý pěšec · d6 černý dáma · e5 černý pěšec · e4 bílý pěšec · f3 bílý jezdec · a2 bílý pěšec · b2 bílý pěšec · c2 bílý pěšec · d2 bílý pěšec · f2 bílý pěšec · g2 bílý pěšec · h2 bílý pěšec · a1 bílý věž · b1 bílý jezdec · c1 bílý střelec · d1 bílý dáma · f1 bílý věž · g1 bílý král | a8 černý věž · c8 černý střelec · e8 černý král · f8 černý střelec · g8 černý jezdec · h8 černý věž · b7 černý pěšec · c7 černý pěšec · f7 černý pěšec · g7 černý pěšec · h7 černý pěšec · a6 černý pěšec · c6 černý pěšec · d6 černý dáma · e5 černý pěšec · e4 bílý pěšec · f3 bílý jezdec · a2 bílý pěšec · b2 bílý pěšec · c2 bílý pěšec · d2 bílý pěšec · f2 bílý pěšec · g2 bílý pěšec · h2 bílý pěšec · a1 bílý věž · b1 bílý jezdec · c1 bílý střelec · d1 bílý dáma · f1 bílý věž · g1 bílý král | a8 černý věž · c8 černý střelec · e8 černý král · f8 černý střelec · g8 černý jezdec · h8 černý věž · b7 černý pěšec · c7 černý pěšec · f7 černý pěšec · g7 černý pěšec · h7 černý pěšec · a6 černý pěšec · c6 černý pěšec · d6 černý dáma · e5 černý pěšec · e4 bílý pěšec · f3 bílý jezdec · a2 bílý pěšec · b2 bílý pěšec · c2 bílý pěšec · d2 bílý pěšec · f2 bílý pěšec · g2 bílý pěšec · h2 bílý pěšec · a1 bílý věž · b1 bílý jezdec · c1 bílý střelec · d1 bílý dáma · f1 bílý věž · g1 bílý král | a8 černý věž · c8 černý střelec · e8 černý král · f8 černý střelec · g8 černý jezdec · h8 černý věž · b7 černý pěšec · c7 černý pěšec · f7 černý pěšec · g7 černý pěšec · h7 černý pěšec · a6 černý pěšec · c6 černý pěšec · d6 černý dáma · e5 černý pěšec · e4 bílý pěšec · f3 bílý jezdec · a2 bílý pěšec · b2 bílý pěšec · c2 bílý pěšec · d2 bílý pěšec · f2 bílý pěšec · g2 bílý pěšec · h2 bílý pěšec · a1 bílý věž · b1 bílý jezdec · c1 bílý střelec · d1 bílý dáma · f1 bílý věž · g1 bílý král | a8 černý věž · c8 černý střelec · e8 černý král · f8 černý střelec · g8 černý jezdec · h8 černý věž · b7 černý pěšec · c7 černý pěšec · f7 černý pěšec · g7 černý pěšec · h7 černý pěšec · a6 černý pěšec · c6 černý pěšec · d6 černý dáma · e5 černý pěšec · e4 bílý pěšec · f3 bílý jezdec · a2 bílý pěšec · b2 bílý pěšec · c2 bílý pěšec · d2 bílý pěšec · f2 bílý pěšec · g2 bílý pěšec · h2 bílý pěšec · a1 bílý věž · b1 bílý jezdec · c1 bílý střelec · d1 bílý dáma · f1 bílý věž · g1 bílý král | 5 |
| 4 | a8 černý věž · c8 černý střelec · e8 černý král · f8 černý střelec · g8 černý jezdec · h8 černý věž · b7 černý pěšec · c7 černý pěšec · f7 černý pěšec · g7 černý pěšec · h7 černý pěšec · a6 černý pěšec · c6 černý pěšec · d6 černý dáma · e5 černý pěšec · e4 bílý pěšec · f3 bílý jezdec · a2 bílý pěšec · b2 bílý pěšec · c2 bílý pěšec · d2 bílý pěšec · f2 bílý pěšec · g2 bílý pěšec · h2 bílý pěšec · a1 bílý věž · b1 bílý jezdec · c1 bílý střelec · d1 bílý dáma · f1 bílý věž · g1 bílý král | a8 černý věž · c8 černý střelec · e8 černý král · f8 černý střelec · g8 černý jezdec · h8 černý věž · b7 černý pěšec · c7 černý pěšec · f7 černý pěšec · g7 černý pěšec · h7 černý pěšec · a6 černý pěšec · c6 černý pěšec · d6 černý dáma · e5 černý pěšec · e4 bílý pěšec · f3 bílý jezdec · a2 bílý pěšec · b2 bílý pěšec · c2 bílý pěšec · d2 bílý pěšec · f2 bílý pěšec · g2 bílý pěšec · h2 bílý pěšec · a1 bílý věž · b1 bílý jezdec · c1 bílý střelec · d1 bílý dáma · f1 bílý věž · g1 bílý král | a8 černý věž · c8 černý střelec · e8 černý král · f8 černý střelec · g8 černý jezdec · h8 černý věž · b7 černý pěšec · c7 černý pěšec · f7 černý pěšec · g7 černý pěšec · h7 černý pěšec · a6 černý pěšec · c6 černý pěšec · d6 černý dáma · e5 černý pěšec · e4 bílý pěšec · f3 bílý jezdec · a2 bílý pěšec · b2 bílý pěšec · c2 bílý pěšec · d2 bílý pěšec · f2 bílý pěšec · g2 bílý pěšec · h2 bílý pěšec · a1 bílý věž · b1 bílý jezdec · c1 bílý střelec · d1 bílý dáma · f1 bílý věž · g1 bílý král | a8 černý věž · c8 černý střelec · e8 černý král · f8 černý střelec · g8 černý jezdec · h8 černý věž · b7 černý pěšec · c7 černý pěšec · f7 černý pěšec · g7 černý pěšec · h7 černý pěšec · a6 černý pěšec · c6 černý pěšec · d6 černý dáma · e5 černý pěšec · e4 bílý pěšec · f3 bílý jezdec · a2 bílý pěšec · b2 bílý pěšec · c2 bílý pěšec · d2 bílý pěšec · f2 bílý pěšec · g2 bílý pěšec · h2 bílý pěšec · a1 bílý věž · b1 bílý jezdec · c1 bílý střelec · d1 bílý dáma · f1 bílý věž · g1 bílý král | a8 černý věž · c8 černý střelec · e8 černý král · f8 černý střelec · g8 černý jezdec · h8 černý věž · b7 černý pěšec · c7 černý pěšec · f7 černý pěšec · g7 černý pěšec · h7 černý pěšec · a6 černý pěšec · c6 černý pěšec · d6 černý dáma · e5 černý pěšec · e4 bílý pěšec · f3 bílý jezdec · a2 bílý pěšec · b2 bílý pěšec · c2 bílý pěšec · d2 bílý pěšec · f2 bílý pěšec · g2 bílý pěšec · h2 bílý pěšec · a1 bílý věž · b1 bílý jezdec · c1 bílý střelec · d1 bílý dáma · f1 bílý věž · g1 bílý král | a8 černý věž · c8 černý střelec · e8 černý král · f8 černý střelec · g8 černý jezdec · h8 černý věž · b7 černý pěšec · c7 černý pěšec · f7 černý pěšec · g7 černý pěšec · h7 černý pěšec · a6 černý pěšec · c6 černý pěšec · d6 černý dáma · e5 černý pěšec · e4 bílý pěšec · f3 bílý jezdec · a2 bílý pěšec · b2 bílý pěšec · c2 bílý pěšec · d2 bílý pěšec · f2 bílý pěšec · g2 bílý pěšec · h2 bílý pěšec · a1 bílý věž · b1 bílý jezdec · c1 bílý střelec · d1 bílý dáma · f1 bílý věž · g1 bílý král | a8 černý věž · c8 černý střelec · e8 černý král · f8 černý střelec · g8 černý jezdec · h8 černý věž · b7 černý pěšec · c7 černý pěšec · f7 černý pěšec · g7 černý pěšec · h7 černý pěšec · a6 černý pěšec · c6 černý pěšec · d6 černý dáma · e5 černý pěšec · e4 bílý pěšec · f3 bílý jezdec · a2 bílý pěšec · b2 bílý pěšec · c2 bílý pěšec · d2 bílý pěšec · f2 bílý pěšec · g2 bílý pěšec · h2 bílý pěšec · a1 bílý věž · b1 bílý jezdec · c1 bílý střelec · d1 bílý dáma · f1 bílý věž · g1 bílý král | a8 černý věž · c8 černý střelec · e8 černý král · f8 černý střelec · g8 černý jezdec · h8 černý věž · b7 černý pěšec · c7 černý pěšec · f7 černý pěšec · g7 černý pěšec · h7 černý pěšec · a6 černý pěšec · c6 černý pěšec · d6 černý dáma · e5 černý pěšec · e4 bílý pěšec · f3 bílý jezdec · a2 bílý pěšec · b2 bílý pěšec · c2 bílý pěšec · d2 bílý pěšec · f2 bílý pěšec · g2 bílý pěšec · h2 bílý pěšec · a1 bílý věž · b1 bílý jezdec · c1 bílý střelec · d1 bílý dáma · f1 bílý věž · g1 bílý král | 4 |
| 3 | a8 černý věž · c8 černý střelec · e8 černý král · f8 černý střelec · g8 černý jezdec · h8 černý věž · b7 černý pěšec · c7 černý pěšec · f7 černý pěšec · g7 černý pěšec · h7 černý pěšec · a6 černý pěšec · c6 černý pěšec · d6 černý dáma · e5 černý pěšec · e4 bílý pěšec · f3 bílý jezdec · a2 bílý pěšec · b2 bílý pěšec · c2 bílý pěšec · d2 bílý pěšec · f2 bílý pěšec · g2 bílý pěšec · h2 bílý pěšec · a1 bílý věž · b1 bílý jezdec · c1 bílý střelec · d1 bílý dáma · f1 bílý věž · g1 bílý král | a8 černý věž · c8 černý střelec · e8 černý král · f8 černý střelec · g8 černý jezdec · h8 černý věž · b7 černý pěšec · c7 černý pěšec · f7 černý pěšec · g7 černý pěšec · h7 černý pěšec · a6 černý pěšec · c6 černý pěšec · d6 černý dáma · e5 černý pěšec · e4 bílý pěšec · f3 bílý jezdec · a2 bílý pěšec · b2 bílý pěšec · c2 bílý pěšec · d2 bílý pěšec · f2 bílý pěšec · g2 bílý pěšec · h2 bílý pěšec · a1 bílý věž · b1 bílý jezdec · c1 bílý střelec · d1 bílý dáma · f1 bílý věž · g1 bílý král | a8 černý věž · c8 černý střelec · e8 černý král · f8 černý střelec · g8 černý jezdec · h8 černý věž · b7 černý pěšec · c7 černý pěšec · f7 černý pěšec · g7 černý pěšec · h7 černý pěšec · a6 černý pěšec · c6 černý pěšec · d6 černý dáma · e5 černý pěšec · e4 bílý pěšec · f3 bílý jezdec · a2 bílý pěšec · b2 bílý pěšec · c2 bílý pěšec · d2 bílý pěšec · f2 bílý pěšec · g2 bílý pěšec · h2 bílý pěšec · a1 bílý věž · b1 bílý jezdec · c1 bílý střelec · d1 bílý dáma · f1 bílý věž · g1 bílý král | a8 černý věž · c8 černý střelec · e8 černý král · f8 černý střelec · g8 černý jezdec · h8 černý věž · b7 černý pěšec · c7 černý pěšec · f7 černý pěšec · g7 černý pěšec · h7 černý pěšec · a6 černý pěšec · c6 černý pěšec · d6 černý dáma · e5 černý pěšec · e4 bílý pěšec · f3 bílý jezdec · a2 bílý pěšec · b2 bílý pěšec · c2 bílý pěšec · d2 bílý pěšec · f2 bílý pěšec · g2 bílý pěšec · h2 bílý pěšec · a1 bílý věž · b1 bílý jezdec · c1 bílý střelec · d1 bílý dáma · f1 bílý věž · g1 bílý král | a8 černý věž · c8 černý střelec · e8 černý král · f8 černý střelec · g8 černý jezdec · h8 černý věž · b7 černý pěšec · c7 černý pěšec · f7 černý pěšec · g7 černý pěšec · h7 černý pěšec · a6 černý pěšec · c6 černý pěšec · d6 černý dáma · e5 černý pěšec · e4 bílý pěšec · f3 bílý jezdec · a2 bílý pěšec · b2 bílý pěšec · c2 bílý pěšec · d2 bílý pěšec · f2 bílý pěšec · g2 bílý pěšec · h2 bílý pěšec · a1 bílý věž · b1 bílý jezdec · c1 bílý střelec · d1 bílý dáma · f1 bílý věž · g1 bílý král | a8 černý věž · c8 černý střelec · e8 černý král · f8 černý střelec · g8 černý jezdec · h8 černý věž · b7 černý pěšec · c7 černý pěšec · f7 černý pěšec · g7 černý pěšec · h7 černý pěšec · a6 černý pěšec · c6 černý pěšec · d6 černý dáma · e5 černý pěšec · e4 bílý pěšec · f3 bílý jezdec · a2 bílý pěšec · b2 bílý pěšec · c2 bílý pěšec · d2 bílý pěšec · f2 bílý pěšec · g2 bílý pěšec · h2 bílý pěšec · a1 bílý věž · b1 bílý jezdec · c1 bílý střelec · d1 bílý dáma · f1 bílý věž · g1 bílý král | a8 černý věž · c8 černý střelec · e8 černý král · f8 černý střelec · g8 černý jezdec · h8 černý věž · b7 černý pěšec · c7 černý pěšec · f7 černý pěšec · g7 černý pěšec · h7 černý pěšec · a6 černý pěšec · c6 černý pěšec · d6 černý dáma · e5 černý pěšec · e4 bílý pěšec · f3 bílý jezdec · a2 bílý pěšec · b2 bílý pěšec · c2 bílý pěšec · d2 bílý pěšec · f2 bílý pěšec · g2 bílý pěšec · h2 bílý pěšec · a1 bílý věž · b1 bílý jezdec · c1 bílý střelec · d1 bílý dáma · f1 bílý věž · g1 bílý král | a8 černý věž · c8 černý střelec · e8 černý král · f8 černý střelec · g8 černý jezdec · h8 černý věž · b7 černý pěšec · c7 černý pěšec · f7 černý pěšec · g7 černý pěšec · h7 černý pěšec · a6 černý pěšec · c6 černý pěšec · d6 černý dáma · e5 černý pěšec · e4 bílý pěšec · f3 bílý jezdec · a2 bílý pěšec · b2 bílý pěšec · c2 bílý pěšec · d2 bílý pěšec · f2 bílý pěšec · g2 bílý pěšec · h2 bílý pěšec · a1 bílý věž · b1 bílý jezdec · c1 bílý střelec · d1 bílý dáma · f1 bílý věž · g1 bílý král | 3 |
| 2 | a8 černý věž · c8 černý střelec · e8 černý král · f8 černý střelec · g8 černý jezdec · h8 černý věž · b7 černý pěšec · c7 černý pěšec · f7 černý pěšec · g7 černý pěšec · h7 černý pěšec · a6 černý pěšec · c6 černý pěšec · d6 černý dáma · e5 černý pěšec · e4 bílý pěšec · f3 bílý jezdec · a2 bílý pěšec · b2 bílý pěšec · c2 bílý pěšec · d2 bílý pěšec · f2 bílý pěšec · g2 bílý pěšec · h2 bílý pěšec · a1 bílý věž · b1 bílý jezdec · c1 bílý střelec · d1 bílý dáma · f1 bílý věž · g1 bílý král | a8 černý věž · c8 černý střelec · e8 černý král · f8 černý střelec · g8 černý jezdec · h8 černý věž · b7 černý pěšec · c7 černý pěšec · f7 černý pěšec · g7 černý pěšec · h7 černý pěšec · a6 černý pěšec · c6 černý pěšec · d6 černý dáma · e5 černý pěšec · e4 bílý pěšec · f3 bílý jezdec · a2 bílý pěšec · b2 bílý pěšec · c2 bílý pěšec · d2 bílý pěšec · f2 bílý pěšec · g2 bílý pěšec · h2 bílý pěšec · a1 bílý věž · b1 bílý jezdec · c1 bílý střelec · d1 bílý dáma · f1 bílý věž · g1 bílý král | a8 černý věž · c8 černý střelec · e8 černý král · f8 černý střelec · g8 černý jezdec · h8 černý věž · b7 černý pěšec · c7 černý pěšec · f7 černý pěšec · g7 černý pěšec · h7 černý pěšec · a6 černý pěšec · c6 černý pěšec · d6 černý dáma · e5 černý pěšec · e4 bílý pěšec · f3 bílý jezdec · a2 bílý pěšec · b2 bílý pěšec · c2 bílý pěšec · d2 bílý pěšec · f2 bílý pěšec · g2 bílý pěšec · h2 bílý pěšec · a1 bílý věž · b1 bílý jezdec · c1 bílý střelec · d1 bílý dáma · f1 bílý věž · g1 bílý král | a8 černý věž · c8 černý střelec · e8 černý král · f8 černý střelec · g8 černý jezdec · h8 černý věž · b7 černý pěšec · c7 černý pěšec · f7 černý pěšec · g7 černý pěšec · h7 černý pěšec · a6 černý pěšec · c6 černý pěšec · d6 černý dáma · e5 černý pěšec · e4 bílý pěšec · f3 bílý jezdec · a2 bílý pěšec · b2 bílý pěšec · c2 bílý pěšec · d2 bílý pěšec · f2 bílý pěšec · g2 bílý pěšec · h2 bílý pěšec · a1 bílý věž · b1 bílý jezdec · c1 bílý střelec · d1 bílý dáma · f1 bílý věž · g1 bílý král | a8 černý věž · c8 černý střelec · e8 černý král · f8 černý střelec · g8 černý jezdec · h8 černý věž · b7 černý pěšec · c7 černý pěšec · f7 černý pěšec · g7 černý pěšec · h7 černý pěšec · a6 černý pěšec · c6 černý pěšec · d6 černý dáma · e5 černý pěšec · e4 bílý pěšec · f3 bílý jezdec · a2 bílý pěšec · b2 bílý pěšec · c2 bílý pěšec · d2 bílý pěšec · f2 bílý pěšec · g2 bílý pěšec · h2 bílý pěšec · a1 bílý věž · b1 bílý jezdec · c1 bílý střelec · d1 bílý dáma · f1 bílý věž · g1 bílý král | a8 černý věž · c8 černý střelec · e8 černý král · f8 černý střelec · g8 černý jezdec · h8 černý věž · b7 černý pěšec · c7 černý pěšec · f7 černý pěšec · g7 černý pěšec · h7 černý pěšec · a6 černý pěšec · c6 černý pěšec · d6 černý dáma · e5 černý pěšec · e4 bílý pěšec · f3 bílý jezdec · a2 bílý pěšec · b2 bílý pěšec · c2 bílý pěšec · d2 bílý pěšec · f2 bílý pěšec · g2 bílý pěšec · h2 bílý pěšec · a1 bílý věž · b1 bílý jezdec · c1 bílý střelec · d1 bílý dáma · f1 bílý věž · g1 bílý král | a8 černý věž · c8 černý střelec · e8 černý král · f8 černý střelec · g8 černý jezdec · h8 černý věž · b7 černý pěšec · c7 černý pěšec · f7 černý pěšec · g7 černý pěšec · h7 černý pěšec · a6 černý pěšec · c6 černý pěšec · d6 černý dáma · e5 černý pěšec · e4 bílý pěšec · f3 bílý jezdec · a2 bílý pěšec · b2 bílý pěšec · c2 bílý pěšec · d2 bílý pěšec · f2 bílý pěšec · g2 bílý pěšec · h2 bílý pěšec · a1 bílý věž · b1 bílý jezdec · c1 bílý střelec · d1 bílý dáma · f1 bílý věž · g1 bílý král | a8 černý věž · c8 černý střelec · e8 černý král · f8 černý střelec · g8 černý jezdec · h8 černý věž · b7 černý pěšec · c7 černý pěšec · f7 černý pěšec · g7 černý pěšec · h7 černý pěšec · a6 černý pěšec · c6 černý pěšec · d6 černý dáma · e5 černý pěšec · e4 bílý pěšec · f3 bílý jezdec · a2 bílý pěšec · b2 bílý pěšec · c2 bílý pěšec · d2 bílý pěšec · f2 bílý pěšec · g2 bílý pěšec · h2 bílý pěšec · a1 bílý věž · b1 bílý jezdec · c1 bílý střelec · d1 bílý dáma · f1 bílý věž · g1 bílý král | 2 |
| 1 | a8 černý věž · c8 černý střelec · e8 černý král · f8 černý střelec · g8 černý jezdec · h8 černý věž · b7 černý pěšec · c7 černý pěšec · f7 černý pěšec · g7 černý pěšec · h7 černý pěšec · a6 černý pěšec · c6 černý pěšec · d6 černý dáma · e5 černý pěšec · e4 bílý pěšec · f3 bílý jezdec · a2 bílý pěšec · b2 bílý pěšec · c2 bílý pěšec · d2 bílý pěšec · f2 bílý pěšec · g2 bílý pěšec · h2 bílý pěšec · a1 bílý věž · b1 bílý jezdec · c1 bílý střelec · d1 bílý dáma · f1 bílý věž · g1 bílý král | a8 černý věž · c8 černý střelec · e8 černý král · f8 černý střelec · g8 černý jezdec · h8 černý věž · b7 černý pěšec · c7 černý pěšec · f7 černý pěšec · g7 černý pěšec · h7 černý pěšec · a6 černý pěšec · c6 černý pěšec · d6 černý dáma · e5 černý pěšec · e4 bílý pěšec · f3 bílý jezdec · a2 bílý pěšec · b2 bílý pěšec · c2 bílý pěšec · d2 bílý pěšec · f2 bílý pěšec · g2 bílý pěšec · h2 bílý pěšec · a1 bílý věž · b1 bílý jezdec · c1 bílý střelec · d1 bílý dáma · f1 bílý věž · g1 bílý král | a8 černý věž · c8 černý střelec · e8 černý král · f8 černý střelec · g8 černý jezdec · h8 černý věž · b7 černý pěšec · c7 černý pěšec · f7 černý pěšec · g7 černý pěšec · h7 černý pěšec · a6 černý pěšec · c6 černý pěšec · d6 černý dáma · e5 černý pěšec · e4 bílý pěšec · f3 bílý jezdec · a2 bílý pěšec · b2 bílý pěšec · c2 bílý pěšec · d2 bílý pěšec · f2 bílý pěšec · g2 bílý pěšec · h2 bílý pěšec · a1 bílý věž · b1 bílý jezdec · c1 bílý střelec · d1 bílý dáma · f1 bílý věž · g1 bílý král | a8 černý věž · c8 černý střelec · e8 černý král · f8 černý střelec · g8 černý jezdec · h8 černý věž · b7 černý pěšec · c7 černý pěšec · f7 černý pěšec · g7 černý pěšec · h7 černý pěšec · a6 černý pěšec · c6 černý pěšec · d6 černý dáma · e5 černý pěšec · e4 bílý pěšec · f3 bílý jezdec · a2 bílý pěšec · b2 bílý pěšec · c2 bílý pěšec · d2 bílý pěšec · f2 bílý pěšec · g2 bílý pěšec · h2 bílý pěšec · a1 bílý věž · b1 bílý jezdec · c1 bílý střelec · d1 bílý dáma · f1 bílý věž · g1 bílý král | a8 černý věž · c8 černý střelec · e8 černý král · f8 černý střelec · g8 černý jezdec · h8 černý věž · b7 černý pěšec · c7 černý pěšec · f7 černý pěšec · g7 černý pěšec · h7 černý pěšec · a6 černý pěšec · c6 černý pěšec · d6 černý dáma · e5 černý pěšec · e4 bílý pěšec · f3 bílý jezdec · a2 bílý pěšec · b2 bílý pěšec · c2 bílý pěšec · d2 bílý pěšec · f2 bílý pěšec · g2 bílý pěšec · h2 bílý pěšec · a1 bílý věž · b1 bílý jezdec · c1 bílý střelec · d1 bílý dáma · f1 bílý věž · g1 bílý král | a8 černý věž · c8 černý střelec · e8 černý král · f8 černý střelec · g8 černý jezdec · h8 černý věž · b7 černý pěšec · c7 černý pěšec · f7 černý pěšec · g7 černý pěšec · h7 černý pěšec · a6 černý pěšec · c6 černý pěšec · d6 černý dáma · e5 černý pěšec · e4 bílý pěšec · f3 bílý jezdec · a2 bílý pěšec · b2 bílý pěšec · c2 bílý pěšec · d2 bílý pěšec · f2 bílý pěšec · g2 bílý pěšec · h2 bílý pěšec · a1 bílý věž · b1 bílý jezdec · c1 bílý střelec · d1 bílý dáma · f1 bílý věž · g1 bílý král | a8 černý věž · c8 černý střelec · e8 černý král · f8 černý střelec · g8 černý jezdec · h8 černý věž · b7 černý pěšec · c7 černý pěšec · f7 černý pěšec · g7 černý pěšec · h7 černý pěšec · a6 černý pěšec · c6 černý pěšec · d6 černý dáma · e5 černý pěšec · e4 bílý pěšec · f3 bílý jezdec · a2 bílý pěšec · b2 bílý pěšec · c2 bílý pěšec · d2 bílý pěšec · f2 bílý pěšec · g2 bílý pěšec · h2 bílý pěšec · a1 bílý věž · b1 bílý jezdec · c1 bílý střelec · d1 bílý dáma · f1 bílý věž · g1 bílý král | a8 černý věž · c8 černý střelec · e8 černý král · f8 černý střelec · g8 černý jezdec · h8 černý věž · b7 černý pěšec · c7 černý pěšec · f7 černý pěšec · g7 černý pěšec · h7 černý pěšec · a6 černý pěšec · c6 černý pěšec · d6 černý dáma · e5 černý pěšec · e4 bílý pěšec · f3 bílý jezdec · a2 bílý pěšec · b2 bílý pěšec · c2 bílý pěšec · d2 bílý pěšec · f2 bílý pěšec · g2 bílý pěšec · h2 bílý pěšec · a1 bílý věž · b1 bílý jezdec · c1 bílý střelec · d1 bílý dáma · f1 bílý věž · g1 bílý král | 1 |
|   | a | b | c | d | e | f | g | h |   |

1.e4 e5 2. Jf3 Jc6 3. Sb5 a6 4. Sxc6 dxc6 5. 0-0 Dd6
- 6. d4 exd4 7. Jxd4 Sd7 8. Se3 0-0-0 s dobrou hrou černého
- 6. d3 f6 7. Se3
  - 7... Sg4 8. Jbd2 s nejasnou hrou
  - 7... Se6 8. Jbd2 c5 hra je v rovnováze
- 6. Ja3
  - 6... b5 7. c3 c5 8. Jc2 s nejasnou hrou
  - 6... Se6 7. De2 f6
    - 8. Jc4 Dd7 s protihrou
    - 8. Vd1 hra je nejasná [3]